# Aegilops juvenalis
Aegilops juvenalis är en gräsart som först beskrevs av Albert Thellung, och fick sitt nu gällande namn av Alexander Eig. Aegilops juvenalis ingår i släktet bockveten, och familjen gräs. Inga underarter finns listade i Catalogue of Life.